# Стоян Томов (строител)
Стоян Томов е български строител от края на XIX и началото на XX век.

## Биография
Стоян Томов е роден в 1862 година в голямата мияшка паланка Галичник, тогава в Османската империя, в големия род на строители Томовци. Син е на майстор Томо, родоначалникът на фамилията. Самият Стоян също става строител и продължава семейната традиция. Работи като дърводелец в Румъния, където изучава строителни умения успоредно със занаята си. Той е самоук майстор строител и по своя план построява къщата си в 1889 година в Галичник. Това е първата къща в Галичник, която включва санитарно помещение.
Умира в 1934 година.
Негов син е майсторът строител Йордан Стоянов.